# 熊谷弘
熊谷 弘（くまがい ひろし、1940年6月25日 - ）は、日本の政治家、通産官僚。
参議院議員（1期）、衆議院議員（6期）、通商産業大臣（第55代）、内閣官房長官（第57代）、保守新党代表（初代）を歴任した。

## 経歴

### 通産省・自民党時代
静岡県磐田郡水窪町（現・浜松市天竜区）出身。長野県飯田高等学校を経て、1964年に一橋大学社会学部を卒業し、通商産業省に入省。同期に渡辺修、細川恒、中田哲雄、藤原武平太、川田洋輝（資源エネルギー庁長官、電源開発副社長）、久禮彦治（駐連合王国公使、日本産業デザイン振興会理事長）、横田捷宏らがいる。
1966年企業局産業資金課、1972年繊維雑貨局繊維製品課長補佐、機械情報産業局情報処理振興課補佐、1974年10月大臣官房秘書課補佐、1974年11月ハーバード大学留学、1975年5月中小企業庁官房施策普及室長などを経て、1977年、第11回参議院議員通常選挙に自由民主党から立候補し当選する。
1983年、第37回衆議院議員総選挙で衆議院議員に鞍替えし当選（当選同期に田中直紀・二階俊博・野呂田芳成・額賀福志郎・衛藤征士郎・田中秀征・尾身幸次・北川正恭・町村信孝・伊吹文明・自見庄三郎・中川昭一・大島理森・野呂昭彦・鈴木宗男・甘利明らがいる）。1986年に同じ先輩議員の足立篤郎が引退したため、事実上の足立の後継者となった。当選後は田中派（のち竹下派）に所属する。第2次中曽根内閣では経済企画政務次官を務めた。

### 非自民連立内閣
大きな転機となったのは、1992年、竹下派が分裂し羽田孜・小沢一郎率いる改革フォーラム21（羽田・小沢派）に参加したことである。熊谷は小沢側近として派閥の運営を取り仕切った。羽田・小沢派は1993年、宮澤内閣不信任案に賛成し自民党を離党、新生党を結成した。不信任案可決による解散総選挙で自民党は過半数に届かず、熊谷はその後の非自民・非共産各党により成立した細川護煕内閣で通商産業大臣に就任した。通産大臣時代、棚橋泰文の情実人事問題で、内藤正久産業政策局長を更迭。背景には「一六戦争」に絡む省内の人事抗争があったともいわれる（通産省4人組事件）｡1994年、細川内閣の総辞職により成立した羽田内閣では内閣官房長官に横滑りする。

### 野党時代
同年12月に結成された新進党に参加するが、羽田内閣がわずか2か月で退陣して以来、小沢との間に微妙な距離が生じる。そこに目をつけた自民党の野中広務の意向を受け、杉山憲夫と共に反小沢の急先鋒となった。1996年、第41回衆議院議員総選挙での新進党敗北後、内閣総理大臣指名選挙に党首である小沢の名前を書かず新進党を離党した。この時離党届を小沢に提出した熊谷は「小沢一郎との闘争を続ける」と述べた後、除名処分となった。自民党復党も検討したが、同年12月に羽田や奥田敬和などと太陽党を結成する（杉山は自民党に復党した）。
新進党分党後の1998年、フロム・ファイブ、国民の声と民政党を結成し、その後菅直人・鳩山由紀夫率いる民主党に合流した。民主党では、幹事長代理、国会対策委員長、副代表などを務めた。しかし菅直人とは犬猿の仲として知られていた。歯に衣着せぬ発言で知られ「質問の仕方が学芸会や宝塚歌劇団のようだ。」等と発言し扇千景ら宝塚歌劇団出身の議員から猛抗議を受けた事がある。また「宮澤喜一財務相はアルツハイマーだ。」と発言し問題化した事もあった。

### 保守新党代表
2002年、鳩山の党代表辞任を受けての代表選で岡田克也を推すも、岡田は菅に敗れる。菅体制で非主流派に転じた熊谷は、同じ1983年衆院初当選組で自民党時代からの旧知の仲であった保守党幹事長・二階俊博と急接近した。民主党での活動に限界を感じた熊谷と、結党以来国政選挙で勢力を減らす党の状況を打開したい二階の思惑が一致した。同年12月、民主党を離党した熊谷は二階と保守新党を結成、自らは党首である代表となり、与党入りした。なお民主党は離党届を受理せず、除名処分とした。しかし、野党から政権に参加したいがために離党・与党入りしたという批判も重なり、当初目指していた民主党保守系の受け皿となる構想は全く進まず、党勢は伸長しなかった。自民・公明両党に埋没したままで臨んだ2003年の第43回衆議院議員総選挙では、宿敵とする小沢が合流した民主党が躍進、保守新党は惨敗し熊谷自身は自民党からの実質的な支援を受けていた保守系無所属の城内実に敗れ、落選した。1993年からの10年間で7政党を渡り歩いたことから、自己保身の権化のような受け止め方をされ、自身が党首を務めていた保守新党は「保身党」などと揶揄されるほどであった。選挙後、運動員による選挙違反に問われ、さらに保守新党そのものも自民党に吸収合併された。選挙後、政界から引退した。自民党への吸収合併が決まっていたため、落選後も党首は辞任しなかった。

### 政界引退後
2004年4月、浜松大学の非常勤講師に着任。以降、政治学や国際関係論などを講じた。2006年2月、特定非営利活動法人日本再生プログラム推進フォーラムの理事長に就任。2010年6月、埼玉県知事上田清司が主催する「上田政治塾」の講師に就任した。

## 略歴
- 1959年 - 長野県飯田高等学校卒業。
- 1963年 - 国家公務員採用上級甲種試験（経済）合格。
- 1964年 - 一橋大学社会学部卒業。通商産業省入省。
- 1977年 - 第11回参議院議員通常選挙（静岡県選挙区）に自民党から出馬し初当選。
- 1983年 - 第37回衆議院議員総選挙に自民党から出馬し当選。当選後の秘書に山田宏を雇用。
- 1985年 - 経済企画政務次官に就任。
- 1986年 - 第38回衆議院議員総選挙に自民党から出馬し2期目当選。
- 1990年 - 第39回衆議院議員総選挙に自民党から出馬し3期目当選。
- 1993年 - 自民党を離党して新生党の結党に参加。第40回衆議院議員総選挙に新生党から出馬し4期目当選。細川内閣で通商産業大臣に就任。
- 1994年 - 羽田内閣で内閣官房長官に就任。新生党解党により新進党に参加。
- 1996年 - 第41回衆議院議員総選挙（旧静岡9区）に新進党から出馬し5期目当選。新進党を離党し太陽党の結党に参加。
- 1998年 - 太陽党を解党、民政党を結党。その後、民政党の解党により民主党に合流。
- 2000年 - 第42回衆議院議員総選挙に民主党から出馬し6期目当選。
- 2002年 - 民主党を離党し保守新党の結党に参加。代表に就任。
- 2003年 - 第43回衆議院議員総選挙（静岡7区）に保守新党から出馬し落選。政界引退を表明。

## 選挙歴
| 当落 | 選挙                     | 執行日         | 年齢 | 選挙区    | 政党       | 得票数     | 得票率 | 定数 | 得票順位 /候補者数 | 政党内比例順位 /政党当選者数 |
| ---- | ------------------------ | -------------- | ---- | --------- | ---------- | ---------- | ------ | ---- | ------------------ | ---------------------------- |
| 当   | 第11回参議院議員通常選挙 | 1977年07月10日 | 37   | 静岡県    | 自由民主党 | 53万1020票 | 31.70% | 2    | 1/6                | /                            |
| 当   | 第37回衆議院議員総選挙   | 1983年12月18日 | 43   | 旧静岡3区 | 無所属     | 9万1613票  | 18.11% | 4    | 1/7                | /                            |
| 当   | 第38回衆議院議員総選挙   | 1986年07月06日 | 46   | 旧静岡3区 | 自由民主党 | 11万4067票 | 21.01% | 4    | 3/6                | /                            |
| 当   | 第39回衆議院議員総選挙   | 1990年02月18日 | 49   | 旧静岡3区 | 自由民主党 | 12万1232票 | 20.40% | 4    | 2/6                | /                            |
| 当   | 第40回衆議院議員総選挙   | 1993年07月18日 | 53   | 旧静岡3区 | 新生党     | 15万4615票 | 27.48% | 4    | 1/6                | /                            |
| 当   | 第41回衆議院議員総選挙   | 1996年10月20日 | 56   | 旧静岡9区 | 新進党     | 9万9151票  | 52.07% | 1    | 1/3                | /                            |
| 当   | 第42回衆議院議員総選挙   | 2000年06月25日 | 60   | 旧静岡9区 | 民主党     | 9万6839票  | 46.12% | 1    | 1/3                | /                            |
| 落   | 第43回衆議院議員総選挙   | 2003年11月09日 | 63   | 静岡7区   | 保守新党   | 5万8932票  | 27.88% | 1    | 2/4                | /                            |

## 著書
- 熊さんの日本世直し論 沈没する日本丸を救うには、この手しかない（ごま書房、1995年）
- 新しい中道主義 さらば国権政治（PHP研究所、1999年）